# Maiski (Bélgorod)
Maiski (ruso: Ма́йский) es un asentamiento rural y posiólok de Rusia, capital del raión de Bélgorod en la óblast de Bélgorod.
En 2021, el territorio del asentamiento tenía una población de 15 318 habitantes, de los cuales 14 143 vivían en el propio posiólok de Maiski y el resto repartidos en dos pedanías: el posiólok de Politotdelski y el pueblo (seló) de Nóvaya Derevnia.
Se ubica en la periferia suroccidental de la capital regional Bélgorod, junto a la carretera M2 que lleva a Járkov.

## Historia
Tiene su origen en una pequeña localidad agrícola llamada "Pavlovka", que sufrió graves daños en la Gran Guerra Patria por su cercanía a Bélgorod. La Unión Soviética comenzó a reconstruir la zona en 1957 como una estación agrícola experimental, en la que se ensayaban los avances científicos que podían ser implantados en los koljoses y sovjoses de la región. En 1968, el asentamiento de la estación agrícola recibió el topónimo "Maiski". En la década de 1970 se estableció aquí la sede de la universidad agrícola de Bélgorod. En 1986 adoptó el estatus de asentamiento de tipo urbano, pero se le retiró el estatus urbano en 1994 por ser una localidad principalmente dedicada a la agricultura. Desde finales del siglo XX está experimentando un importante crecimiento demográfico por su cercanía a Bélgorod, evolucionando de un asentamiento agrícola a una periferia urbana.